# Gonzaga (Minas Gerais)
Gonzaga – miasto i gmina w Brazylii, w stanie Minas Gerais. Znajduje się w mikroregionie Guanhães.